# Kava (Mali)
Pour les articles homonymes, voir Kava (homonymie).
Kava (ou Kawa) est une commune malienne, située dans le département de la Banlazans, chef-lieu cercle de San et de la nouvelle région de San.